# Crocanthemum occidentale
Crocanthemum occidentale är en solvändeväxtart som beskrevs av Janchen. Crocanthemum occidentale ingår i släktet Crocanthemum och familjen solvändeväxter. Inga underarter finns listade i Catalogue of Life.